# 藤原友実
藤原 友実（ふじわら の ともざね、1062年 - 1098年）は、平安時代の廷臣、学者。藤原南家貞嗣流。右衛門権佐・藤原季綱の長男。蔵人、式部丞、勘解由使次官。諱は保実とも称した。娘に源仲政室がいる。

## 人物
藤原師通と関係が深く 、一例として、師通の日記『後二条師通記』には師通が風病にかかったときの様子が書かれており、風病の治療法を探していた師通は、友実を呼んで『世説第三』を調べさせた所、湯治が良いとあったという。著作に『野沢佳趣』。

## 系譜
- 父：藤原季綱
- 母：藤原親経女
- 妻：大学頭棟綱女
  - 男子：藤原能兼 - 子に藤原範兼・範季ら。
  - 女子：源仲政室 - 源三位頼政の生母。